# ロジワン
株式会社ロジワンは、ダイエーの流通部門の完全子会社でありかつて存在した企業。2002年7月より前の商号は、株式会社ダイエー・ロジスティクス・システムズ。2016年4月1日に、イオングループのイオングローバルSCMへ吸収合併された。

## 概要
ダイエーグループの物流を支えた企業で、業界No.1（ロジスティクス・ナンバーワン＝現社名の由来）を目指すべく、「品質はより高く、コストはより低く、後工程はお客様」をテーマにし、ネットワーク拠点を駆使し、“必要なものを必要なときに必要な分だけ（＝ジャストインタイム方式）”でもって、親会社であるダイエーの物流最適化と効率改善につとめ、全社的なコスト削減と品質アップを図った。
ダイエーのイオングループ入りにより、イオン南大阪RDCを稼働させるなどイオングループの流通事業も受諾するようになった。
2002年7月以前は、株式会社ローソンの物流も受託していた（ローソンがかつてダイエーの子会社であったことから）が、フードサービスネットワークにローソン物流の営業権を譲渡している。一時期、スポーツ用品のゼビオの一部の取り扱いをしていた。
また、ロジワンの事業所の川崎PC（プロセス・センター）は、ISO 9001：2000（品質マネジメントシステムの国際規格）を取得している。プロ野球チーム福岡ダイエーホークスがダイエー傘下であった時は、球団キャラクターハリーホークが配送トラックに描かれていた時代がある。

## 沿革
- 1969年
  - 11月25日 - 富島陸運株式会社として設立され、貨物自動車運送事業法に基づく富島商運株式会社の一般区域事業免許を譲受けて、営業開始。
  - 12月 - 富島陸運株式会社から阪神運輸倉庫株式会社に商号変更。
- 1971年
  - 6月 - 神戸市東灘区に本社移転。
  - 12月 - 貨物自動車運送事業と貨物運送取扱事業の免許を取得。
- 1986年3月 - 株式会社阪神パックを吸収合併。
- 1993年11月 - 阪神運輸倉庫株式会社が、株式会社ジャパン・カーゴ・システムズと株式会社セントラルコールドチェーンから、営業譲渡を受け、株式会社ダイエー・ロジスティクス・システムズに商号変更。
- 1994年9月 - 株式会社忠実屋流通センターから営業譲渡を受ける。
- 1995年
  - 6月 - 株式会社茨木熱源センター、ワールドフーズ株式会社、株式会社セントラルコールドチェーン不動産の事業の一部を、それぞれ営業譲渡を受ける。
  - 8月 - 千葉県八千代市の現在地に本社移転。
- 1996年10月 - 協同配送株式会社より、営業譲渡を受ける。
- 1998年3月 - 株式会社ダイエーより、サービスデポ機能が移管されるとともに、物流企画・運営を受託。
- 2002年7月 - 株式会社ロジワンに商号変更。
- 2011年2月 - イオングループの物流センター業務を受託。堺流通を閉鎖、最新の自動倉庫や高速仕分け機を備えたイオン南大阪RDCを稼働し、ジャスコ・マイカル店舗へ配送開始。
- 2016年4月1日 - イオングループのイオングローバルSCMへ吸収合併される。

## 配送センター
かつては、以下に記した多くの配送センター・サービスデポ・集配センターなどを擁し多くの自社雇用の従業員が働いていた。
- 仙台配送（仙台市）
- 名古屋配送（名古屋市→小牧市）
- 摂津配送（摂津市）
- 岡山配送（岡山市）
- 坂出配送（坂出市）
- 鳥栖配送（鳥栖市）
- 沖縄配送（那覇市）

- 八千代集配（八千代市・八千代流通内）
- 厚木集配（厚木市：厚木流通内）
- 小牧集配（小牧市→名古屋市）
- 神戸集配（神戸市）
- 大阪集配

- 枚方配送（枚方市）
- 尼崎配送（尼崎市）
- 白岡DC（白岡市）
- 大宮配送（大宮市）
- 横浜配送（横浜市）
- 新座DC（新座市）
- 狭山配送（狭山市）